# Örsjö församling, Växjö stift
Örsjö församling är en församling i Nybro pastorat i Stranda-Möre kontrakt i Växjö stift inom Svenska kyrkan i Nybro kommun.
Församlingskyrka är Örsjö kyrka.

## Administrativ historik
Församlingen bildades genom en utbrytning ur Madesjö församling den 1 maj 1894, enligt beslut den 16 januari 1883.

### Pastorat
- 1 maj 1894 till 1 januari 1962: Annexförsamling i pastoratet Madesjö och Örsjö.[5]
- 1 januari 1962 till 1 januari 1977: Annexförsamling i pastoratet Madesjö, Kristvalla och Örsjö.[5]
- 1 januari 1977 till 1995: Annexförsamling i pastoratet Madesjö, Kristvalla, Oskar och Örsjö.[5]
- 1995 till 2010: Annexförsamling i pastoratet Madesjö, Kristvalla, Oskar, Hälleberga och Örsjö.[5]
- Från 2010: Annexförsamling i Nybro pastorat.[5]

## Areal
Örsjö församling omfattade den 1 januari 1901 en areal av 87,48 km², varav 86,83 km² land. Efter nymätningar och arealberäkningar färdiga den 1 januari 1946 omfattade församlingen samma datum en areal av 81,91 km², varav 76,48 km² land. Den 1 januari 1981 omfattade församlingen en areal av 81,9 km², varav 76,5 km² land.